# Бюльсон
Бюльсо́н (фр. Bulson) — коммуна во Франции, находится в регионе Шампань — Арденны. Департамент — Арденны. Входит в состав кантона Рокур-э-Флаба. Округ коммуны — Седан.
Код INSEE коммуны — 08088.
Коммуна расположена приблизительно в 210 км к северо-востоку от Парижа, в 85 км северо-восточнее Шалон-ан-Шампани, в 22 км к юго-востоку от Шарлевиль-Мезьера.

## История
С 1560 по 1642 год Бюльсон был частью Седанского княжества.

## Население
Население коммуны на 2008 год составляло 140 человек.
| 1962 | 1968 | 1975 | 1982 | 1990 | 1999 | 2008 |
| ---- | ---- | ---- | ---- | ---- | ---- | ---- |
| 100  | 100  | 94   | 82   | 108  | 123  | 140  |

## Администрация
| Период | Период | Фамилия                 | Партия | Должность |
| ------ | ------ | ----------------------- | ------ | --------- |
| 2001   | 2008   | Паскаль Фруассар        |        |           |
| 2008   |        | Пьер-Андре ван Копньоль |        |           |

## Экономика
В 2007 году среди 88 человек в трудоспособном возрасте (15—64 лет) 69 были экономически активными, 19 — неактивными (показатель активности — 78,4 %, в 1999 году было 73,0 %). Из 69 активных работали 58 человек (30 мужчин и 28 женщин), безработных было 11 (3 мужчин и 8 женщин). Среди 19 неактивных 9 человек были учениками или студентами, 6 — пенсионерами, 4 были неактивными по другим причинам.

## Фотогалерея

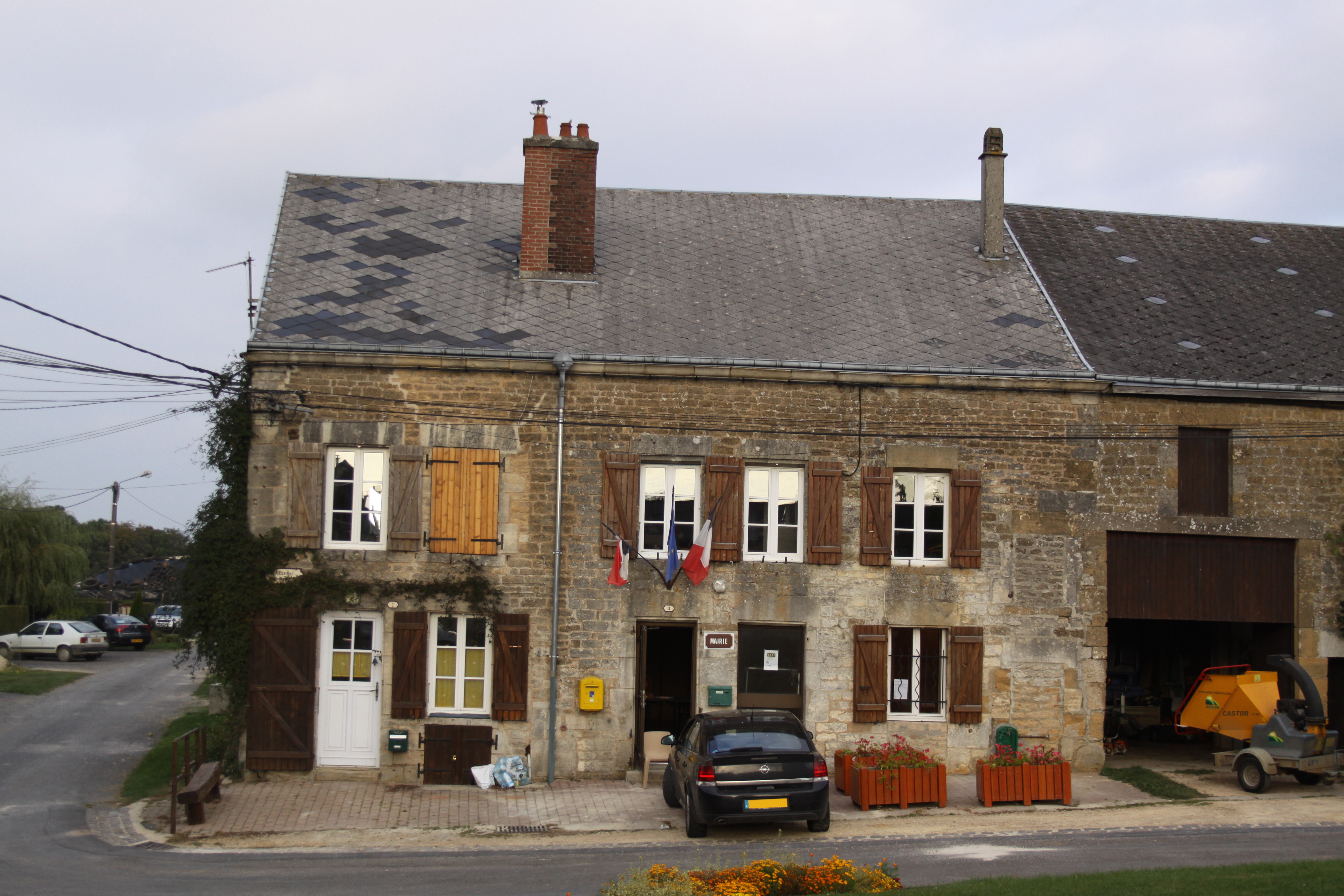
Мэрия
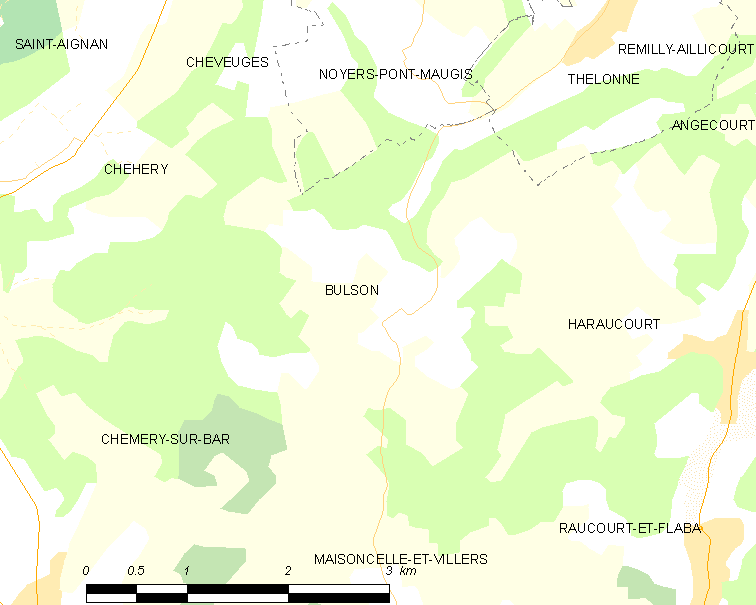
Карта коммуны